# Una vita in fuga
Una vita in fuga (Flag Day) è un film del 2021 diretto e interpretato da Sean Penn.
Adattamento cinematografico del libro di memorie Flim-Flam Man: The True Story Of My Father's Counterfeit Life (2005) di Jennifer Vogel, è stato presentato in concorso al 74º Festival di Cannes ed è ispirato alla storia vera del più noto falsario della storia americana, il padre John Vogel.

## Trama
Il film è diviso in tre parti. Nella prima frazione vengono raccontate le vite quotidiane di una famiglia composta da John, un falsario, dalla compagna e da due figli piccoli, fra cui la protagonista Jennifer; tutti quanti vivono spensierati in Minnesota.

## Produzione
Le riprese si sono tenute nel 2019 a Winnipeg, in Canada. Penn e il direttore della fotografia Daniel Moder hanno girato il film in pellicola 16 millimetri.

## Colonna sonora
La colonna sonora del film comprende canzoni originali da parte di Cat Power, Glen Hansard, Eddie Vedder e la figlia di quest'ultimo, Olivia Vedder.

## Promozione
Il trailer è stato diffuso online il 28 luglio 2021.

## Distribuzione
Il film è stato presentato in anteprima il 10 luglio 2021 in concorso al 74º Festival di Cannes. La MGM ne ha acquisito i diritti di distribuzione statunitensi nel giugno dello stesso anno, per distribuirlo nelle sale a partire dal 20 agosto 2021 attraverso la propria joint venture United Artists Releasing. L'uscita era originariamente prevista per il 13 agosto, ma è stato posticipata per evitare di fare concorrenza a un altro film MGM, Respect. In Italia il film è stato distribuito a partire dal 31 marzo 2022.

## Riconoscimenti
- 2021 - Festival di Cannes[6]
  - In concorso per la Palma d'oro